# Prueba de Kolmogórov-Smirnov

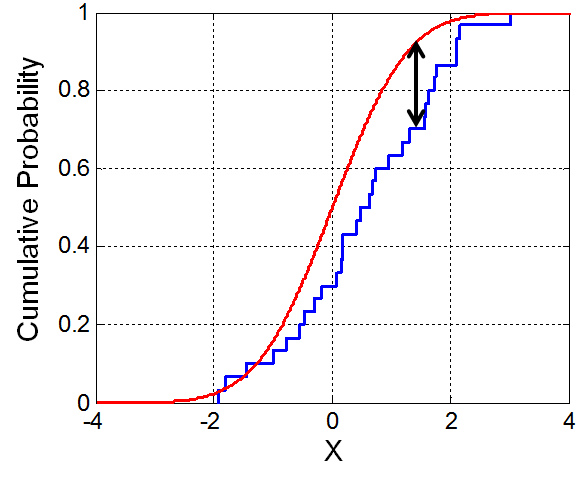
La flecha negra es el estadístico de Kolmogórov-Smirnov entre dos muestras, K-S.

En estadística, la prueba de Kolmogórov-Smirnov (también prueba K-S) es una prueba no paramétrica que determina la bondad de ajuste de dos distribuciones de probabilidad entre sí.
En el caso de que queramos verificar la normalidad de una distribución, la prueba de Lilliefors conlleva algunas mejoras con respecto a la de Kolmogórov-Smirnov; y, en general, la prueba de Shapiro-Wilk o la prueba de Anderson-Darling son alternativas más potentes.
Conviene tener en cuenta que la prueba Kolmogórov-Smirnov es más sensible a los valores cercanos a la mediana que a los extremos de la distribución. La prueba de Anderson-Darling proporciona igual sensibilidad con valores extremos.
Su nombre proviene de los matemáticos rusos Andréi Kolmogórov y Nikolái Smirnov.

## Estadístico
{\displaystyle F_{n}(x)={1 \over n}\sum _{i=1}^{n}\left\{{\begin{matrix}1&\mathrm {si} \ y_{i}\leq x,\\0&\mathrm {alternativa} .\end{matrix}}\right.}
Para dos colas el estadístico viene dado por 
{\displaystyle D_{n}^{+}=\max(F_{n}(x)-F(x))\,}
{\displaystyle D_{n}^{-}=\max(F(x)-F_{n}(x))\,}
donde F(x) es la distribución presentada como hipótesis.